# Veľký Čepčín
Veľký Čepčín este o comună slovacă, aflată în districtul Turčianske Teplice din regiunea Žilina, pe malul râului Čepčínsky potok⁠(d). Localitatea se află la altitudinea de 470 m deasupra n.m., se întinde pe o suprafață de 6,78 km2 și în 2017 număra 255 de locuitori. Se învecinează cu comuna Ivančiná.

## Istoric
Localitatea Veľký Čepčín este atestată documentar din 1262.

## Demografie
| An:                | 1994 | 2004   | 2014    | 2024   |
| ------------------ | ---- | ------ | ------- | ------ |
| Număr de persoane: | 225  | 215    | 245     | 258    |
| Diferență:         |      | −4,44% | +13,95% | +5,30% |

| An:                | 2023 | 2024   |
| ------------------ | ---- | ------ |
| Număr de persoane: | 253  | 258    |
| Diferență:         |      | +1,97% |